# Spring (seizoen 2)
Het tweede seizoen van de Vlaamse jongerensoap Spring werd uitgezonden in 2003-2004.
Vorig seizoen: seizoen 1
Vervolg: seizoen 3

## Rolverdeling
- Zohra Aït-Fath - Maggy Lejeune
- Jelle Cleymans - Evert Van Bellum
- Anneleen Liégeois - Katrijn Van Asten
- Cara Van der Auwera - Chantal Goegebuer
- Damian Corlazzoli - Xavier Lejeune
- Steven Bossuyt - Pieter Van Asten
- Sofie Van Moll - Evi De Bie
- Kobe Van Herreweghe - David Vercauteren
- Jenna Vanlommel - Tina 'Tien' Smolders
- Laurens L'Enfant - Axel Dewinne
- Herman Boets - Roger Van Asten
- Annemarie Picard - Arlette Grauwels
- Mieke Bouve - Marie-France Van Mechelen
- Ben Van Ostade - Christian Goegebuer
- Peter Thyssen - Claude Jespers

## Plot
- In het tweede seizoen zijn Pieter en Chantal een koppel, wordt de gemeente van Spring geteisterd door een graffitispuiter en zijn Jonas en Thomas uit Spring gestapt. Jonas is een grote dj-carrière begonnen in Ibiza en Thomas heeft te veel werk in de garage van zijn vader. Zij zijn vervangen door keyboardspeelster Tina "Tien" Smolders en drummer David Vercauteren. David begint al snel een relatie met Katrijn; Evert heeft het daar een beetje moeilijk mee, maar hoopt toch dat ze gelukkig worden. De groep krijgt ook een nieuwe manager en hoopt dat ze nu eindelijk eens een cd en een videoclip gaan mogen opnemen.

- Evi heeft echt haar best gedaan het voorbije jaar en hoopt deze zomer op een solo. En dat zou misschien kunnen lukken bij een nieuwe dansopdracht: dansen in de videoclip van de populaire groep Fusion. Maar daarvoor moeten ze eerst door een auditieronde...

- Xavier heeft samen met zijn maat Axel Dewinne de nieuwe groep Woefer opgericht. Wanneer blijkt dat Spring en Woefer dezelfde manager hebben, gaan de poppen aan het dansen. Manager Luc en de platenmaatschappij hebben namelijk maar geld voor één groep. Het wordt een strijd tussen Spring en Woefer. Spring gaat ervoor en versterkt zich met een zangeres: niet Chantal of Katrijn, maar Evi.

- Na de breuk tussen Chantal en Pieter wil Chantal hem jaloers maken en doet ze alsof ze verliefd is op Axel en wordt de nieuwe zangeres van Woefer. Als blijkt dat Woefer de tekst van het nieuwe nummer van Spring gestolen heeft stapt Chantal op. Zij komt in een dipje terecht want ze krijgt te horen dat Evi en Katrijn de solo dansen dit jaar en dat Tien en Pieter een koppel zijn.

- Maggy krijgt de kans te gaan dansen in Parijs en introduceert een vervanglerares, Laura. Zij blijkt onder één hoedje te spelen met Marie-France, de moeder van Chantal, en krijgt geld van haar om Katrijn zo ver te krijgen dat ze stopt met haar danslessen zodat Chantal toch de solo kan dansen. Net op het moment dat dat dreigt te gebeuren komt Maggy terug.

- Ondertussen zijn Xavier en Axel te weten gekomen dat Tien de graffitispuiter is en stellen Spring voor de keuze: of ze gaan alles tegen de politie zeggen of Spring schenkt Woefer hun nieuwe nummer... Spring maakt de juiste keuze door zelf naar de politie te stappen, Axel wordt opgepakt omdat hij altijd heeft geweigerd zijn autoboetes te betalen en Woefer wordt opgedoekt. De manager heeft goed nieuws: hij geeft Spring de kans een cd en een videoclip op te nemen. Ook de danseressen krijgen goed nieuws: ze hebben de auditie gewonnen en dansen mee in de videoclip van Fusion.